# 무안면
무안면(武安面)은 대한민국 경상남도 밀양시의 면이다.

## 연혁
무안면은 삼한 시대에는 변한 땅으로 가락국에 속해 있었다. 1895년도 이동면과 하서면으로 행정구역 분리하고, 1933년도 이동면과 하서면이 합병하여 무안면으로 개칭되었다. 밀양시로부터 서쪽으로 14km떨어진 중산간 지역이며 부곡온천장과 인접하고 있다. 현재 표충비각 → 사명대사유적지 → 서가정불교연수원 → 대법사 → 부곡온천장을 잇는 관광벨트화 사업이 진행되고 있다.

## 행정 구역
- 화봉리
- 판곡리
- 죽월리
- 정곡리
- 운정리
- 웅동리
- 동산리
- 마흘리
- 모로리
- 무안리
- 삼태리
- 성덕리
- 신법리
- 양효리
- 가례리
- 고라리
- 내진리
- 덕암리
- 연상리
- 중산리
- 근기리

## 교육
- 무안초등학교
- 무안중학교
- 한국나노마이스터고등학교

## 유적
- 표충비각
- 사명대사 유적지
- 용안서원
- 신남서원
- 어변당 및 어변당 고문서